# ESTIEM
ESTIEM (European Students of Industrial Engineering and Management) је европско удружење студената индустријског инжењерства и менаџмента. Његов главни циљ је да повећа комуникацију и сарадњу између студената и институција технологије широм Европе. Основан је 1990. Кроз својих 76 група-чланица (локалних група), ESTIEM данас представља више од 8 000 студената у 27 земаља. Његови циљеви су успостављање и учвршћивање веза међу студентима индустријског инжењерства и менаџмента. Вишенационални организациони тимови организују широк спектар активности и догађаја, као што су размене студената, конференције, такмичења у студијама случаја (case study), предавања и радионице.

## Чланице-а
постоји у 27 држава широм Европе:
- Аустрија (2 локалне групе - Беч и Грац)
- Белорусија (1 локална група - Минск)
- Белгија (2 локалне групе - Брисел и Лиеж)
- Бугарска (1 локална група - Софија)
- Грчка (2 локалне групе - Ксанти и Пираеус)
- Естонија (1 локална група - Талин)
- Италија (2 локалне групе - Калабрија и Милано)
- Кипар (1 локална група - Фамагуста)
- Мађарска (1 локална група - Будимпешта)
- Немачка (14 локалних група - Ахен, Берлин, Брауншвајнг, Бремен, Дортмунд, Дармштат, Дрезден, Хамбург, Илуменау, Кајзерслаутерн, Карлсруе, Минхен, Падерборн и Зиген)
- Норвешка (1 локална група - Трондхајм)
- Пољска (3 локалне групе - Варшава, Гдањск и Краков)
- Португалија (5 локалних група - Авеиро, Лисабон, Мињо, Порто и Коимбра)
- Румунија (2 локалне групе - Букурешт и Таргу Муреш)
- Русија (2 локалне групе - Санкт Петерсбург и Москва)
- Северна Македонија (1 локална група - Скопље)
- Србија (3 локалне групе - Београд, Нови Сад и Ниш)
- Турска (7 локалних група - 3 у Истанбулу, 2 у Анкари и 2 у Измиру)
- Украјина (1 локална група - Кијев)
- Финска (5 локалних група - Хелсинки, Лапенранте, Оулу, Тампере, Васа)
- Француска (3 локалне групе - Гренобл, Лион и Оверњ)
- Холандија (3 локалне групе - Ајндховен, Делфт и Хронинген)
- Хрватска (2 локалне групе - Загреб и Ријека)
- Шпанија (4 локалне групе - Барселона, Картагина, Мадрид и Севиља)
- Шведска (6 локалних група - Гетеборг, Линкопинг, Лулеа, Лунд, Стокхолм, Карлштад)
- Швајцарска (1 локална група - Лозана)

## Пројекти и догађаји

### Генерална скупштина
Генерална скупштина ESTIEM-а се одржава два пута годишње и на њој се доносе најбитније одлуке везане за ESTIEM. Састанак савета уједињује више активних и квалификованих студената из ESTIEM-а на једну недељу.
Компаније обично користе прилику да представе себе представницима локалних група на састанку савета. Учествовање у састанку савета обично окупља 160-200 студената који представљају различите локалне групе заједно са Извршним одбором и лидерима различитих ентитета.

### 
 је такмичење у студијама случаја. Ово такмичење је главни догађај поред генералне скупштине и оно се организује сваке године.
Циљ овог такмичења је проналажење најбољих студената индустријског инжењерства и менаџмента у Европи. Свако такмичење почиње на локалном квалификационом нивоу, а свака локална група ESTIEM-а има одобрење да одржи локалне квалификације. Победнички тим локалних квалификација иде на полуфинале. У полуфиналу учествују тимови из других локалних група у региони и такмиче се једни против других. Победници из 6 полуфинала крећу се ка финалу такмичући се са победницима других полуфинала.
Теме овог такмичења су везане за инжењеринг и менаџмент и скоро увек оне су фокусиране на реалне проблеме који се срећу у компанијама које су највећи донатори ESTIEM-а. У последњој години у такмичењу је учествовало око 800 студената у свим етапама такмичења. Главни спонзор пружа могућност да сви учесници из локалних квалификација присутвују том дешавању, што изазива велику посећеност. На тај начин спонзор може преко организације ESTIEM да пронађе и запосли најбоље студенте индустријског инжењерства и менаџмента.

### семинари
семинари су низови семинара, који се одржавају широм Европе из области технологије, друштва или економије, фокусираних на теме од великог значаја за будућност. Семинари су организовани од стране појединачних локалних група. Први семинар одржан је 1993. са темом “Менаџмент потпуног квалитета” и обухватао је посету више држава света. Годишња тема је укинута 2019. али су догађаји наставили да се одржавају.

#### Неки од одржанихсеминара:
1. 1993. “Менаџмент тоталног квалитета”.
2. 1994. ”Екологија и економија”
3. 1995. ”Будућа логистика у европском друштву”
4. 1996. ”Информационе технологије тј. виртуална предузећа”
5. 1997. ”Глобализација”
6. 1998. ”Знање менаџмента”
7. 1999. ”Бизнис порасти”
8. 2000. ”Будућа инфраструктура и ресурси менаџмента”
9. 2001. ”Визија купца као краља тржишта”
10. 2002. ”Визија ризика”
11. 2003. ”Иновациони менаџмент”
12. 2004. ”Стратегије пословања у Европи која се мења”
13. 2005. ”Визија циклуса”
14. 2006. ”Слободна визија”

### Activity Week
Activity Week су активности ESTIEM-а које имају за циљ дружење и боље упознавање међу студентима из читаве Европе кроз упознавање једног дела локалне културе. Учесници се најчешће упознају са храном, фестивалима, обичајима и начином живота у граду или држави домаћину кроз веома испуњену агенду догађаја.

### Europe3D
Кроз посету једној или две локалне групе у некој држави, 20-25 студената из целог света се упознаје са државом домаћином кроз три димензије – политиком, економијом и културом. 

### Lean Six Sigma
Lean Six Sigma курс за зелени појас је разрађен уз помоћ професора Грегорија Вотсона и пружа прилику члановима ESTIEM-а да једни од других стекну знање из ове области и добију зелени појас након одрађене стручне праксе у некој компанији.

### Магазин
Магазин излази 2 пута годишње. Садржи чланке студената, професора и стручњака који своје знање активно примењују у пракси. У свом издању ESTIEM Магазин садржи информације о активностима и обезбеђује форум за размену нових идеја. Кроз рекламирање на најразличитије начине, које може бити комбиновано са чланцима, компанија може да се представи у контексту са темама које се тичу индустријског инжењерства и менаџмента. Магазин се дистрибуира свим локалним групама након сваке генералне скупштине.
Архива бројева магазина се налази на страници  Магазин и та издања се могу преузети у .pdf формату са исте.